# 名古屋市千種図書館
名古屋市千種図書館（なごやしちくさとしょかん）は、愛知県名古屋市千種区田代町にある名古屋市図書館の分館。

## 歴史
1967年（昭和42年）4月12日、田代町瓶杁108番地の新池埋立地を予定地に設計および施工を名古屋市建築局に依頼する。11月2日には、田代町字瓶杁1番地の137に敷地を変更する。1968年（昭和43年）10月7日、当時の区政協力委員協議会議長の古川為三郎から50万円相当のビデオ装置一式が寄贈される。
1968年（昭和43年）10月9日、市内9番目の図書館として開館式を行った。
2027年（令和9年）に池下に完成予定の千種区役所等複合庁舎内に、移転予定。

## 特色
開館当初の特色としては、婦人向けの「コスモスコーナー」（ギリシャ語の秩序を表す「コスモス」とコスモスの花言葉が女性の真情であることに由来する）が設置されたことと、寄贈されたビデオ装置を据えて、録画した教養番組や行事の様子をビデオで提供する視聴覚室を設けたことである。どちらものちに終了している。
北側を愛知県道60号名古屋長久手線（東山通）が通り、また、名古屋高速2号東山線が南側を通過する構想があったため、防音のため窓が小さいか、窓がない状態で作られた。

### 貸し出し方式
当館は開館以来、児童・高校生（1987年（昭和62年）度からは一般に統合）・一般にわけて貸出利用券を発行し、主にスリップ方式を採用してきた。特に児童向け貸し出しに関しては開館以来様々な取り組みを行ってきた。開館翌年には変型ブラウン方式ともいえる方式を採用したという。また、1973年（昭和48年）にはフォト・チャージング方式を採用。利用者には貸し出し手続きが簡便になったと歓迎されたとされる。ただしこれも、フィルム代や現像料などのコストがかかることから廃止され、1976年（昭和51年）には元のスリップ方式に戻さざるを得なかったという。

### ライブラリーバス
当館が周囲に住宅地のない場所にあることから、区内各地を循環し、利用者を運ぶ「ライブラリーバス」が1970年（昭和45年）6月から運行された。これは名古屋城東ライオンズクラブが大型バスをチャーターし、区内各地の小学校と図書館を往復するものであった。これは同年7月まで行われた。夏休みになり、名古屋東山ライオンズクラブの協力により「母と子のライブラリーバス」と銘打って継続して実施された。この二つの取り組みを発展させ、東急鯱バスの協賛も加え、同年度の間続けられることとなった。翌年には利用者を区民一般に広げ、3世帯を1グループとする会員制による運行に変更して行われたが、運行経費をすべて外部に依存していることから、同年11月26日をもって終了することとなった。

## サービス
図書館の入館や利用はだれでも可能であるが、館外貸出には利用者登録が必要で愛知県在住・在勤・在学者のみが可能となっている。
館外貸出
図書が最大14日で6冊まで、それとは別に紙芝居が3組、カセットテープ・CD・DVDが3点、紙芝居舞台1台の館外帯出が可能である。また、返却は紙芝居の舞台以外であれば貸し出し館に限らず名古屋市図書館各館において行うことができる。ただし、貸出点数に関しては、名古屋市図書館全館で共通して計算する。
開館時間
- 火 - 土：9時30分 - 19時00分[12]
- 日・祝日：9時30分 - 17時00分[12]

休館日
- 月曜日（祝日の場合は開館し翌日休館）[12]
- 毎月第3金曜日（祝日の場合は開館）[12]
- 特別整理期間[12]
- 年末年始（12月29日から1月4日まで）[12]